# Mielichhoferia emergens
Mielichhoferia emergens là một loài rêu trong họ Bryaceae. Loài này được Müll. Hal. Broth. mô tả khoa học đầu tiên năm 1904.